# Turbo (Karate-Andi-Album)
Turbo ist das zweite Album des deutschen Rappers Karate Andi. Es erschien am 13. Mai 2016 über das Düsseldorfer Label Selfmade Records. 

## Titelliste
1. Gott sieht alles – 2:48
2. Eisen – 3:12
3. Eckkneipenhustler – 2:36
4. Mofa – 2:48
5. Kleid deiner Mutter (feat. Nico KIZ) – 3:20
6. Spiegel – 4:02
7. Gebrochener Knieboogie – 2:56
8. Flatrate – 3:26
9. Schwarzer Krauser – 3:51
10. Komm im Bimma – 3:07
11. Spiel des Lebens – 2:57
12. Lass mal bleiben (feat. Meggy) – 4:28
13. Haram Cipher (feat. John Borno und MC Bomber) – 2:55

## Vermarktung

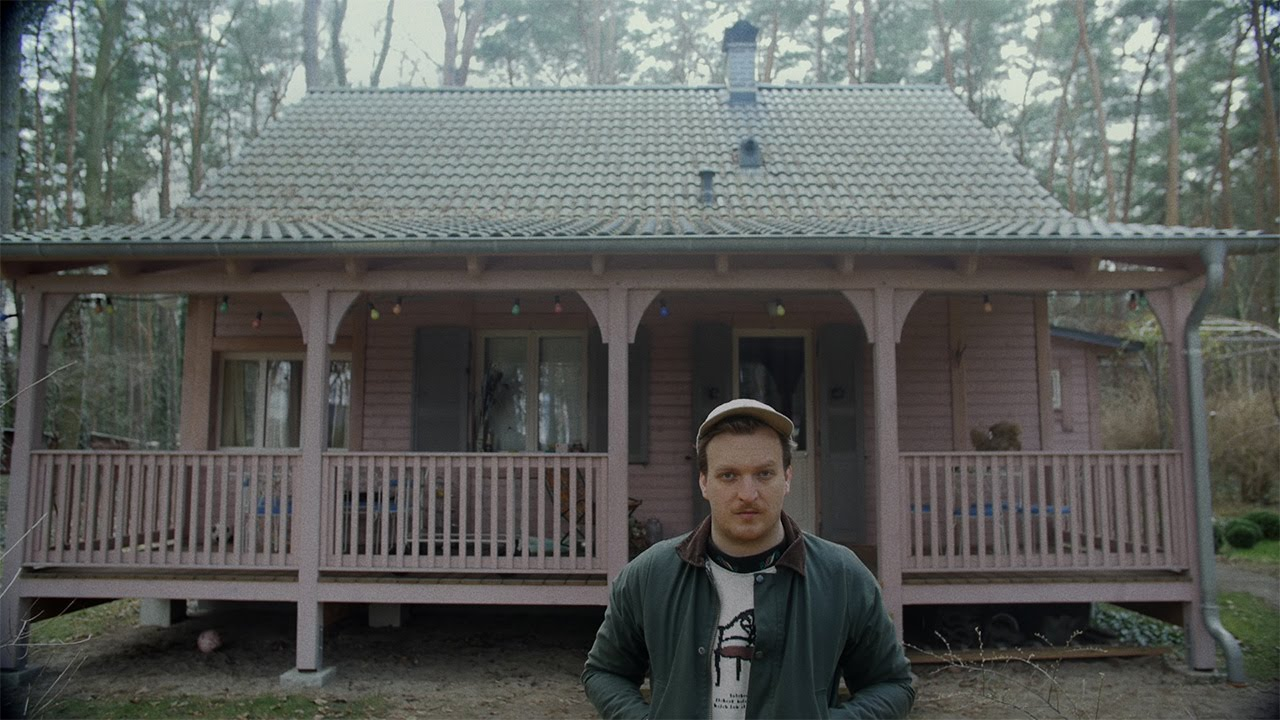
Videoausschnitt aus „Gott sieht alles/Eisen“

Anfang April 2016 veröffentlichte Selfmade Records das erste Video Gott sieht alles / Eisen zu Turbo. Dieses war unter der Regie von Markus und Michael Weicker von The Factory entstanden. Als zweites Video wurde das Stück Gebrochener Knieboogie umgesetzt und über den YouTube-Kanal 16bars.TV veröffentlicht. Am 22. April erschien mit Mofa ein weiteres von The Factory produziertes Musikvideo. Kurz vor Albumveröffentlichung folgte das Video Nachbarviertelterrorist, eine Zusammenarbeit mit dem Rapper Frauenarzt, die auf der limitierten Edition seines Albums Mutterficker enthalten ist.
Neben den Videos wurde am 11. Mai 2016 ein Snippet, in dem die Lieder des Albums auszugsweise vorgestellt werden, von Selfmade Records veröffentlicht. Des Weiteren stellte Andi dem Hip-Hop-Magazin Juice exklusiv das Stück Das Karate Andi zur Verfügung. Dieses erschien auf der Juice-CD Nr. 133.

## Rezeption

### Erfolg
Turbo stieg auf Platz zwei der deutschen Albumcharts ein. Damit ist es nach acht Alben in Folge die erste Veröffentlichung des Labels Selfmade Records, die nicht Rang eins der Charts belegen konnte. In Österreich erreichte Karate Andi Position elf der Albumcharts. Mit Platz 19 stieg Turbo auch in den Schweizer Charts ein.

### Kritik
Axel Weidemann besprach das Album im Zuge der Rubrik „Album der Woche“ in der Frankfurter Allgemeinen Zeitung. Karate Andi sei „wortgewordenes Milieu“, zeige „Hunger auf Auseinandersetzung“ und komme „mit ungeschlachter Punk-Attitüde daher.“ Inhaltlich bewege sich der Rapper „irgendwo zwischen Weltüberdruss, dem Rausch durch billige Synthetik-Drogen und zusammenphantasierter Prostitution“, sodass Turbo trotz „geschliffen[er] Proll-Plattitüde und Stumpfsinn“, thematisch überschaubar bleibe. Zudem folge „auf jede derbe Pose […] eine Punchline, die das Vorangegangene der Lächerlichkeit“ preisgebe. Andis Vortrag wird als „zurückgelehnt“ und seine Beats als „saftig-vielschichtig“ charakterisiert, womit sie „einen willkommenen Kontrast zum überdrehten Gebrüll des populären Deutschraps“ bilden. Dennoch zünde Turbo „nicht bis zum Schluss.“
Die E-Zine Laut.de bewertete Turbo mit vier von möglichen fünf Punkten. Aus Sicht der Redakteurin Laura Sprenger lassen sich „inhaltliche Parallelen“ von Andi zu K.I.Z, Favorite, Trailerpark und Deichkind ziehen. Stilistisch sei Turbo „verballerter Battlerap, bei dem es einzig und allein darum geh[e], der Krasseste zu sein.“ Zudem findet Sprenger Lob für die charakteristischen „mehrsilbige[n] Reimketten, Popkultur-Verweise und doppelbödige[n] Details.“ Als Ausnahme erweisen sich die Stücke Spiegel und Schwarzer Krauser als „lahme Lückenfüller.“ Positiv hervorgehoben wird die musikalische Entwicklung, die in „eine[r] abwechslungsreiche[n] Instrumentalisierung“ aus „mal druckvollen, mal verspielt-einlullenden High-End-Beats“ gemündet ist. Im Gegensatz dazu krankte Andis Debütalbum etwa „noch an größtenteils halbgaren Beats des Produzenten 7inch.“
Im deutschen Hip-Hop-Magazin Juice erhielt Turbo viereinhalb von möglichen sechs „Kronen“. Karate Andi rotze laut Daniel Schieferdecker seine „hart verdaulichen Textbrocken stimmgewaltig mit seiner phlegmatischen Trademark-Delivery“ über die Produktionen von Bazzazian und Farhot. Während die Beats von 7inch noch die „Schwachstelle“ des Debütalbums darstellten, erscheint die musikalische Untermalung auf Turbo Andi wie „auf die Plauze tätowiert.“ Inhaltlich gebe es keinen Unterschied zu Pilsator Platin. So stehen „die Wackness der Konkurrenz und die Glorifizierung des versifften Neuköllner Lifestyles“ im Vordergrund. Dabei stelle der Song Eisen den „unbestreitbaren Hit der Platte“ dar. Vereinzelt enthalte Turbo auch Lieder wie Kleid deiner Mutter, das als Liebeslied mit „dezent masochistischem Unterton“ charakterisiert wird.
Norbert Haslam erklärte in einer Rezension für Rap.de, Karate Andi habe auf Turbo „alles richtig“ gemacht. Das Album sei „deutlich besser ausproduziert als dessen Vorgänger.“ Abgesehen von der „helleren, positiv eingestimmten Stimmung“ des Lieds Kleid deiner Mutter herrsche „die gesamte Spieldauer über ein dunkleres Soundbild“ vor. Positiv wird die Produktion des Songs Spiel des Lebens hervorgehoben, die klinge „als wäre der Beat direkt aus einem Spielautomaten gesamplet worden.“ Die Stücke Lass mal bleiben und Kleid deiner Mutter werden als „Highlights“ bezeichnet. Zusammengefasst habe sich Karate Andi „von seinem neuen Label tatsächlich nicht verbiegen lassen“ und sein Album Turbo könne als „Weiterentwicklung“ bezeichnet werden.